# Lista siturilor arheologice din județul Iași - C
Lista siturilor arheologice din județul Iași - C conține toate siturile arheologice din județul Iași înscrise în Repertoriul Arheologic Național (RAN) și aflate în localități al căror nume începe cu litera C. RAN este administrat de Ministerul Culturii și Patrimoniului Național și cuprinde date științifice, cartografice, topografice, imagini și planuri, precum și orice alte informații privitoare la zonele cu potențial arheologic, studiate sau nu, încă existente sau dispărute.
Puteți căuta un sit din localitățile care încep cu litera C folosind formularul de mai jos sau puteți naviga prin toate siturile din județ la Lista siturilor arheologice din județul Iași.
| Cod RAN                                  | Denumire | Localitate                       | Adresă                     | Datare                             | Descoperit | Coordonate                                  | Imagine           | Erori            |
| ---------------------------------------- | --- | -------------------------------- | -------------------------- | ---------------------------------- | ---------- | ------------------------------------------- | ----------------- | ---------------- |
| 96977.01.01 (Cod LMI: IS-I-s-B-03552)    | Situl arheologic de la Chilișoaia - "Fundătura" / ansamblu anonim (Categorie: locuire civilă) (Tip: Așezare)                                                        | sat Chilișoaia, comuna Dumești   | Fundătura                  | sec. IV                            |            |                                             | Încărcați imagine | Raportați eroare |
| 96977.01.02 (Cod LMI: IS-I-s-B-03552)    | Situl arheologic de la Chilișoaia - "Fundătura" / ansamblu anonim (Categorie: locuire civilă) (Tip: Așezare)                                                        | sat Chilișoaia, comuna Dumești   | Fundătura                  | sec. VII - VIII                    |            |                                             | Încărcați imagine | Raportați eroare |
| 96977.01.03 (Cod LMI: IS-I-s-B-03552)    | Situl arheologic de la Chilișoaia - "Fundătura" / ansamblu anonim (Categorie: locuire civilă) (Tip: Așezare)                                                        | sat Chilișoaia, comuna Dumești   | Fundătura                  | sec. XIV - XV                      |            |                                             | Încărcați imagine | Raportați eroare |
| 96977.02.01 (Cod LMI: IS-I-m-B-03553.05) | Situl arheologic de la Chilișoaia - "Siliștea" / ansamblu anonim (Categorie: locuire civilă) (Tip: Așezare)                                                         | sat Chilișoaia, comuna Dumești   | Siliștea                   | sec. IV - V                        |            |                                             | Încărcați imagine | Raportați eroare |
| 96977.02.02 (Cod LMI: IS-I-m-B-03553.04) | Situl arheologic de la Chilișoaia - "Siliștea" / ansamblu anonim (Categorie: locuire civilă) (Tip: Așezare)                                                         | sat Chilișoaia, comuna Dumești   | Siliștea                   | sec. VII - VIII (?)                |            |                                             | Încărcați imagine | Raportați eroare |
| 96977.02.03 (Cod LMI: IS-I-m-B-03553.03) | Situl arheologic de la Chilișoaia - "Siliștea" / ansamblu anonim (Categorie: locuire civilă) (Tip: Așezare)                                                         | sat Chilișoaia, comuna Dumești   | Siliștea                   | sec. IX - X                        |            |                                             | Încărcați imagine | Raportați eroare |
| 96977.02.04 (Cod LMI: IS-I-m-B-03553.02) | Situl arheologic de la Chilișoaia - "Siliștea" / ansamblu anonim (Categorie: locuire civilă) (Tip: Așezare)                                                         | sat Chilișoaia, comuna Dumești   | Siliștea                   | Răducăneni sec. XI - XII           |            |                                             | Încărcați imagine | Raportați eroare |
| 96977.02.05 (Cod LMI: IS-I-m-B-03553.01) | Situl arheologic de la Chilișoaia - "Siliștea" / ansamblu anonim (Categorie: locuire civilă) (Tip: Așezare)                                                         | sat Chilișoaia, comuna Dumești   | Siliștea                   | sec. XIV - XV                      |            |                                             | Încărcați imagine | Raportați eroare |
| 99940.01.01 (Cod LMI: IS-I-m-B-03554.05) | Situl arheologic de la Chiperești - Punct " La Tăruș" / ansamblu anonim (Categorie: locuire civilă) (Tip: Așezare)                                                  | sat Chiperești, comuna Țuțora    | La Tăruș                   | Precucuteni - III                  |            |                                             | Încărcați imagine | Raportați eroare |
| 99940.01.02 (Cod LMI: IS-I-m-B-03554.04) | Situl arheologic de la Chiperești - Punct " La Tăruș" / ansamblu anonim (Categorie: locuire civilă) (Tip: Așezare)                                                  | sat Chiperești, comuna Țuțora    | La Tăruș                   | Horodiștea - Erbiceni              |            |                                             | Încărcați imagine | Raportați eroare |
| 99940.01.03 (Cod LMI: IS-I-m-B-03554.03) | Situl arheologic de la Chiperești - Punct " La Tăruș" / ansamblu Așezare bastarnică (Categorie: locuire civilă) (Tip: Așezare)                                      | sat Chiperești, comuna Țuțora    | La Tăruș                   | sec. III - IV p.Chr.               |            |                                             | Încărcați imagine | Raportați eroare |
| 99940.01.04 (Cod LMI: IS-I-m-B-03554.02) | Situl arheologic de la Chiperești - Punct " La Tăruș" / ansamblu anonim (Categorie: locuire civilă) (Tip: Așezare)                                                  | sat Chiperești, comuna Țuțora    | La Tăruș                   | Dridu sec. VIII - X                |            |                                             | Încărcați imagine | Raportați eroare |
| 99940.01.05 (Cod LMI: IS-I-m-B-03554.01) | Situl arheologic de la Chiperești - Punct " La Tăruș" / ansamblu anonim (Categorie: locuire civilă) (Tip: Așezare)                                                  | sat Chiperești, comuna Țuțora    | La Tăruș                   | sec. XVII                          |            |                                             | Încărcați imagine | Raportați eroare |
| 96263.01.01 (Cod LMI: IS-I-m-B-03555.04) | Situl arheologic de la Ciurea - "Botul Cihanului" / ansamblu anonim (Categorie: locuire civilă) (Tip: Așezare)                                                      | sat Ciurea, comuna Ciurea        | Botul Cihanului            | geto-dacică sec. III - I a. Chr.   |            |                                             | Încărcați imagine | Raportați eroare |
| 96263.01.02 (Cod LMI: IS-I-m-B-03555.03) | Situl arheologic de la Ciurea - "Botul Cihanului" / ansamblu anonim (Categorie: locuire civilă) (Tip: Așezare)                                                      | sat Ciurea, comuna Ciurea        | Botul Cihanului            | sec. VI - VIII                     |            |                                             | Încărcați imagine | Raportați eroare |
| 96263.01.03 (Cod LMI: IS-I-m-B-03555.02) | Situl arheologic de la Ciurea - "Botul Cihanului" / ansamblu anonim (Categorie: locuire civilă) (Tip: Așezare)                                                      | sat Ciurea, comuna Ciurea        | Botul Cihanului            | sec. X - XI                        |            |                                             | Încărcați imagine | Raportați eroare |
| 96263.01.04 (Cod LMI: IS-I-m-B-03555.01) | Situl arheologic de la Ciurea - "Botul Cihanului" / ansamblu anonim (Categorie: locuire civilă) (Tip: Așezare)                                                      | sat Ciurea, comuna Ciurea        | Botul Cihanului            | sec. XVII - XVIII                  |            |                                             | Încărcați imagine | Raportați eroare |
| 99897.01.01 (Cod LMI: IS-I-m-B-03548.08) | Așezarea de la Cârniceni - "Cimitirul Vechi" / ansamblu anonim (Categorie: locuire civilă) (Tip: Așezare)                                                           | sat Cârniceni, comuna Țigănăși   | Cimitirul Vechi            | Cucuteni - B                       |            |                                             | Încărcați imagine | Raportați eroare |
| 99897.01.02 (Cod LMI: IS-I-m-B-03548.07) | Așezarea de la Cârniceni - "Cimitirul Vechi" / ansamblu anonim (Categorie: locuire civilă) (Tip: Așezare)                                                           | sat Cârniceni, comuna Țigănăși   | Cimitirul Vechi            | Horodiștea - Erbiceni              |            |                                             | Încărcați imagine | Raportați eroare |
| 99897.01.03 (Cod LMI: IS-I-m-B-03548.06) | Așezarea de la Cârniceni - "Cimitirul Vechi" / ansamblu anonim (Categorie: locuire civilă) (Tip: Așezare)                                                           | sat Cârniceni, comuna Țigănăși   | Cimitirul Vechi            | sec. III                           |            |                                             | Încărcați imagine | Raportați eroare |
| 99897.01.04 (Cod LMI: IS-I-m-B-03548.05) | Așezarea de la Cârniceni - "Cimitirul Vechi" / ansamblu anonim (Categorie: locuire civilă) (Tip: Așezare)                                                           | sat Cârniceni, comuna Țigănăși   | Cimitirul Vechi            | sec. IV                            |            |                                             | Încărcați imagine | Raportați eroare |
| 99897.01.05 (Cod LMI: IS-I-m-B-03548.04) | Așezarea de la Cârniceni - "Cimitirul Vechi" / ansamblu anonim (Categorie: locuire civilă) (Tip: Așezare)                                                           | sat Cârniceni, comuna Țigănăși   | Cimitirul Vechi            | sec. V - VI                        |            |                                             | Încărcați imagine | Raportați eroare |
| 99897.01.06 (Cod LMI: IS-I-m-B-03548.03) | Așezarea de la Cârniceni - "Cimitirul Vechi" / ansamblu anonim (Categorie: locuire civilă) (Tip: Așezare)                                                           | sat Cârniceni, comuna Țigănăși   | Cimitirul Vechi            | sec. VI - VII p. Chr.              |            |                                             | Încărcați imagine | Raportați eroare |
| 99897.01.07 (Cod LMI: IS-I-m-B-03548.02) | Așezarea de la Cârniceni - "Cimitirul Vechi" / ansamblu anonim (Categorie: locuire civilă) (Tip: Așezare)                                                           | sat Cârniceni, comuna Țigănăși   | Cimitirul Vechi            | sec. XIV - XV                      |            |                                             | Încărcați imagine | Raportați eroare |
| 99897.01.08 (Cod LMI: IS-I-m-B-03548.01) | Așezarea de la Cârniceni - "Cimitirul Vechi" / ansamblu anonim (Categorie: locuire civilă) (Tip: Așezare)                                                           | sat Cârniceni, comuna Țigănăși   | Cimitirul Vechi            | sec. XVII - XVIII                  |            |                                             | Încărcați imagine | Raportați eroare |
| 99897.02.01 (Cod LMI: IS-I-m-B-03549.06) | Situl arheologic de la Cârniceni - "Holm I" / ansamblu anonim (Categorie: locuire civilă) (Tip: Așezare)                                                            | sat Cârniceni, comuna Țigănăși   | Holm I                     | gravettian                         |            |                                             | Încărcați imagine | Raportați eroare |
| 99897.02.02 (Cod LMI: IS-I-m-B-03549.05) | Situl arheologic de la Cârniceni - "Holm I" / ansamblu anonim (Categorie: locuire civilă) (Tip: Așezare)                                                            | sat Cârniceni, comuna Țigănăși   | Holm I                     | tardenoisian                       |            |                                             | Încărcați imagine | Raportați eroare |
| 99897.02.03 (Cod LMI: IS-I-m-B-03549.04) | Situl arheologic de la Cârniceni - "Holm I" / ansamblu anonim (Categorie: locuire civilă) (Tip: Așezare)                                                            | sat Cârniceni, comuna Țigănăși   | Holm I                     | Precucuteni                        |            |                                             | Încărcați imagine | Raportați eroare |
| 99897.02.04 (Cod LMI: IS-I-m-B-03549.03) | Situl arheologic de la Cârniceni - "Holm I" / ansamblu anonim (Categorie: locuire civilă) (Tip: Așezare)                                                            | sat Cârniceni, comuna Țigănăși   | Holm I                     | Cucuteni - B2                      |            |                                             | Încărcați imagine | Raportați eroare |
| 99897.02.05 (Cod LMI: IS-I-m-B-03549.02) | Situl arheologic de la Cârniceni - "Holm I" / ansamblu anonim (Categorie: locuire civilă) (Tip: Așezare)                                                            | sat Cârniceni, comuna Țigănăși   | Holm I                     | Horodiștea - Erbiceni              |            |                                             | Încărcați imagine | Raportați eroare |
| 99897.02.06 (Cod LMI: IS-I-m-B-03549.01) | Situl arheologic de la Cârniceni - "Holm I" / ansamblu anonim (Categorie: locuire civilă) (Tip: Așezare)                                                            | sat Cârniceni, comuna Țigănăși   | Holm I                     |                                    |            |                                             | Încărcați imagine | Raportați eroare |
| 99897.03.01 (Cod LMI: IS-I-m-B-03550.07) | Situl arheologic de la Cârniceni - "Holm II" / ansamblu anonim (Categorie: locuire civilă) (Tip: Așezare)                                                           | sat Cârniceni, comuna Țigănăși   | Holm II                    | Precucuteni - II                   |            |                                             | Încărcați imagine | Raportați eroare |
| 99897.03.02 (Cod LMI: IS-I-m-B-03550.06) | Situl arheologic de la Cârniceni - "Holm II" / ansamblu anonim (Categorie: locuire civilă) (Tip: Așezare)                                                           | sat Cârniceni, comuna Țigănăși   | Holm II                    | Precucuteni - III                  |            |                                             | Încărcați imagine | Raportați eroare |
| 99897.03.03 (Cod LMI: IS-I-m-B-03550.05) | Situl arheologic de la Cârniceni - "Holm II" / ansamblu anonim (Categorie: locuire civilă) (Tip: Așezare)                                                           | sat Cârniceni, comuna Țigănăși   | Holm II                    | Cucuteni - B                       |            |                                             | Încărcați imagine | Raportați eroare |
| 99897.03.04 (Cod LMI: IS-I-m-B-03550.03) | Situl arheologic de la Cârniceni - "Holm II" / ansamblu anonim (Categorie: locuire civilă) (Tip: Așezare)                                                           | sat Cârniceni, comuna Țigănăși   | Holm II                    | geto-dacică sec. III - I a. Chr.   |            |                                             | Încărcați imagine | Raportați eroare |
| 99897.03.05 (Cod LMI: IS-I-m-B-03550.01) | Situl arheologic de la Cârniceni - "Holm II" / ansamblu anonim (Categorie: locuire civilă) (Tip: Așezare)                                                           | sat Cârniceni, comuna Țigănăși   | Holm II                    | Dridu sec. VIII-X                  |            |                                             | Încărcați imagine | Raportați eroare |
| 99897.03.06 (Cod LMI: IS-I-m-B-03550.02) | Situl arheologic de la Cârniceni - "Holm II" / ansamblu anonim (Categorie: locuire civilă) (Tip: Așezare)                                                           | sat Cârniceni, comuna Țigănăși   | Holm II                    | Costișa - Botoșana sec. VI-VII     |            |                                             | Încărcați imagine | Raportați eroare |
| 99897.03.07 (Cod LMI: IS-I-m-B-03550.04) | Situl arheologic de la Cârniceni - "Holm II" / ansamblu anonim (Categorie: locuire civilă) (Tip: Așezare)                                                           | sat Cârniceni, comuna Țigănăși   | Holm II                    |                                    |            |                                             | Încărcați imagine | Raportați eroare |
| 97704.01.04 (Cod LMI: IS-I-m-B-03556.05) | Situl arheologic de la Cogeasca - "La Moară" / ansamblu anonim (Categorie: locuire civilă) (Tip: Așezare)                                                           | sat Cogeasca, comuna Lețcani     | La Moara (Dealul Rușilor)  | sec. IV                            |            |                                             | Încărcați imagine | Raportați eroare |
| 97704.01.01 (Cod LMI: IS-I-m-B-03556.08) | Situl arheologic de la Cogeasca - "La Moară" / ansamblu anonim (Categorie: locuire civilă) (Tip: Așezare)                                                           | sat Cogeasca, comuna Lețcani     | La Moara (Dealul Rușilor)  | Noua                               |            |                                             | Încărcați imagine | Raportați eroare |
| 97704.01.02 (Cod LMI: IS-I-m-B-03556.06) | Situl arheologic de la Cogeasca - "La Moară" / ansamblu anonim (Categorie: locuire civilă) (Tip: Așezare)                                                           | sat Cogeasca, comuna Lețcani     | La Moara (Dealul Rușilor)  |                                    |            |                                             | Încărcați imagine | Raportați eroare |
| 97704.01.03 (Cod LMI: IS-I-m-B-03556.07) | Situl arheologic de la Cogeasca - "La Moară" / ansamblu anonim (Categorie: locuire civilă) (Tip: Așezare)                                                           | sat Cogeasca, comuna Lețcani     | La Moara (Dealul Rușilor)  |                                    |            |                                             | Încărcați imagine | Raportați eroare |
| 97704.01.05 (Cod LMI: IS-I-m-B-03556.04) | Situl arheologic de la Cogeasca - "La Moară" / ansamblu anonim (Categorie: locuire civilă) (Tip: Așezare)                                                           | sat Cogeasca, comuna Lețcani     | La Moara (Dealul Rușilor)  | sec. V                             |            |                                             | Încărcați imagine | Raportați eroare |
| 97704.01.06 (Cod LMI: IS-I-m-B-03556.03) | Situl arheologic de la Cogeasca - "La Moară" / ansamblu anonim (Categorie: locuire civilă) (Tip: Așezare)                                                           | sat Cogeasca, comuna Lețcani     | La Moara (Dealul Rușilor)  | sec. X - XI                        |            |                                             | Încărcați imagine | Raportați eroare |
| 97704.01.07 (Cod LMI: IS-I-m-B-03556.02) | Situl arheologic de la Cogeasca - "La Moară" / ansamblu anonim (Categorie: locuire civilă) (Tip: Așezare)                                                           | sat Cogeasca, comuna Lețcani     | La Moara (Dealul Rușilor)  | sec. XI - XII                      |            |                                             | Încărcați imagine | Raportați eroare |
| 97704.01.08 (Cod LMI: IS-I-m-B-03556.01) | Situl arheologic de la Cogeasca - "La Moară" / ansamblu anonim (Categorie: locuire civilă) (Tip: Așezare)                                                           | sat Cogeasca, comuna Lețcani     | La Moara (Dealul Rușilor)  | sec. XVII - XVIII                  |            |                                             | Încărcați imagine | Raportați eroare |
| 96398.01.01 (Cod LMI: IS-I-m-B-03557.04) | Situl arheologic de la Comarna - Punct "Pădurea Musteață" / ansamblu anonim (Categorie: locuire civilă) (Tip: Așezare)                                              | sat Comarna, comuna Comarna      | Pădurea Musteață           | Cucuteni - B                       |            |                                             | Încărcați imagine | Raportați eroare |
| 96398.01.02 (Cod LMI: IS-I-m-B-03557.01) | Situl arheologic de la Comarna - Punct "Pădurea Musteață" / ansamblu anonim (Categorie: locuire civilă) (Tip: Așezare)                                              | sat Comarna, comuna Comarna      | Pădurea Musteață           |                                    |            |                                             | Încărcați imagine | Raportați eroare |
| 96398.01.03 (Cod LMI: IS-I-m-B-03557.03) | Situl arheologic de la Comarna - Punct "Pădurea Musteață" / ansamblu anonim (Categorie: locuire civilă) (Tip: Cetate)                                               | sat Comarna, comuna Comarna      | Pădurea Musteață           | geto-dacică                        |            |                                             | Încărcați imagine | Raportați eroare |
| 96398.01.04 (Cod LMI: IS-I-m-B-03557.01) | Situl arheologic de la Comarna - Punct "Pădurea Musteață" / ansamblu anonim (Categorie: locuire civilă) (Tip: Așezare)                                              | sat Comarna, comuna Comarna      | Pădurea Musteață           | sec. VIII - X                      |            |                                             | Încărcați imagine | Raportați eroare |
| 99986.01.01 (Cod LMI: IS-I-m-B-03558.02) | Situl arheologic de la Conțești - Punct "Dealul Obștei" / ansamblu anonim (Categorie: locuire civilă) (Tip: Așezare)                                                | sat Conțești, comuna Valea Seacă | Dealul Obștei              | sec. II - III                      |            |                                             | Încărcați imagine | Raportați eroare |
| 99986.01.02 (Cod LMI: IS-I-s-B-03558)    | Situl arheologic de la Conțești - Punct "Dealul Obștei" / ansamblu anonim (Categorie: locuire civilă) (Tip: Așezare)                                                | sat Conțești, comuna Valea Seacă | Dealul Obștei              | sec. IV                            |            |                                             | Încărcați imagine | Raportați eroare |
| 95541.01.01 (Cod LMI: IS-I-s-B-03560)    | Situl arheologic de la Costești - "Cier" / ansamblu anonim (Categorie: locuire civilă) (Tip: Așezare)                                                               | sat Costești, comuna Costești    | Cier                       | Cucuteni - A                       |            |                                             | Încărcați imagine | Raportați eroare |
| 95541.01.02 (Cod LMI: IS-I-s-B-03560)    | Situl arheologic de la Costești - "Cier" / ansamblu anonim (Categorie: locuire civilă) (Tip: Așezare)                                                               | sat Costești, comuna Costești    | Cier                       | Cucuteni - AB                      |            |                                             | Încărcați imagine | Raportați eroare |
| 95541.01.03 (Cod LMI: IS-I-s-B-03560)    | Situl arheologic de la Costești - "Cier" / ansamblu anonim (Categorie: locuire civilă) (Tip: Așezare)                                                               | sat Costești, comuna Costești    | Cier                       | Cucuteni - B                       |            |                                             | Încărcați imagine | Raportați eroare |
| 95541.02.01 (Cod LMI: IS-I-m-B-03561.04) | Situl arheologic de la Costești - "Pietrăria din Valea Hainei" / ansamblu anonim (Categorie: locuire civilă) (Tip: Așezare)                                         | sat Costești, comuna Costești    | Pietrăria din Valea Hainei | Starčevo - Criș                    |            |                                             | Încărcați imagine | Raportați eroare |
| 95541.02.02 (Cod LMI: IS-I-m-B-03561.03) | Situl arheologic de la Costești - "Pietrăria din Valea Hainei" / ansamblu anonim (Categorie: locuire civilă) (Tip: Așezare)                                         | sat Costești, comuna Costești    | Pietrăria din Valea Hainei | Cucuteni - A                       |            |                                             | Încărcați imagine | Raportați eroare |
| 95541.02.03 (Cod LMI: IS-I-m-B-03561.02) | Situl arheologic de la Costești - "Pietrăria din Valea Hainei" / ansamblu anonim (Categorie: locuire civilă) (Tip: Așezare)                                         | sat Costești, comuna Costești    | Pietrăria din Valea Hainei | Noua                               |            |                                             | Încărcați imagine | Raportați eroare |
| 95541.02.04 (Cod LMI: IS-I-m-B-03561.01) | Situl arheologic de la Costești - "Pietrăria din Valea Hainei" / ansamblu anonim (Categorie: locuire civilă) (Tip: Așezare)                                         | sat Costești, comuna Costești    | Pietrăria din Valea Hainei | sec. II - III                      |            |                                             | Încărcați imagine | Raportați eroare |
| 96487.01.01 (Cod LMI: IS-II-m-A-04136)   | Ruinele Bisericii Catolice "Sf. Leonard" - "Cotnari" / ansamblu Ruinele Bisericii Catolice "Sf. Leonard" (Categorie: structură de cult/religioasă) (Tip: Biserică)  | sat Cotnari, comuna Cotnari      |                            | 1569                               |            |                                             | Încărcați imagine | Raportați eroare |
| 96487.02.01                              | Cetatea de la Cotnari - "Dealul Cătălina" / ansamblu anonim (Categorie: locuire civilă) (Tip: Cetate)                                                               | sat Cotnari, comuna Cotnari      | Dealul Cătălina            | înc. sec. IV a. Chr.               |            |                                             | Încărcați imagine | Raportați eroare |
| 96487.02.02                              | Cetatea de la Cotnari - "Dealul Cătălina" / ansamblu anonim (Categorie: locuire civilă) (Tip: Cetate)                                                               | sat Cotnari, comuna Cotnari      | Dealul Cătălina            | sec. II - III                      |            |                                             | Încărcați imagine | Raportați eroare |
| 96487.03.01                              | Așezarea medievală de la Cotnari - "vatra satului" / ansamblu anonim (Categorie: locuire civilă) (Tip: Așezare)                                                     | sat Cotnari, comuna Cotnari      | Vatra satului              | sec. XV - XVII                     |            |                                             | Încărcați imagine | Raportați eroare |
| 98532.01.01                              | Situl arheologic de la Cotu Morii - "La Popi" / ansamblu anonim (Categorie: locuire civilă) (Tip: Așezare)                                                          | sat Cotu Morii, comuna Popricani | La Popi                    | Cucuteni - A-B sau B               |            |                                             | Încărcați imagine | Raportați eroare |
| 98532.01.02                              | Situl arheologic de la Cotu Morii - "La Popi" / ansamblu anonim (Categorie: locuire civilă) (Tip: Așezare)                                                          | sat Cotu Morii, comuna Popricani | La Popi                    |                                    |            |                                             | Încărcați imagine | Raportați eroare |
| 98532.01.03                              | Situl arheologic de la Cotu Morii - "La Popi" / ansamblu anonim (Categorie: locuire civilă) (Tip: Așezare)                                                          | sat Cotu Morii, comuna Popricani | La Popi                    | sec. IV                            |            |                                             | Încărcați imagine | Raportați eroare |
| 98532.01.04                              | Situl arheologic de la Cotu Morii - "La Popi" / ansamblu anonim (Categorie: locuire civilă) (Tip: Așezare)                                                          | sat Cotu Morii, comuna Popricani | La Popi                    | sec. VIII - X                      |            |                                             | Încărcați imagine | Raportați eroare |
| 96441.01.01 (Cod LMI: IS-I-m-B-03566.04) | Situl arheologic de la Covasna - "Curmătura" / ansamblu anonim (Categorie: locuire) (Tip: Așezare)                                                                  | sat Covasna, comuna Costuleni    | Curmătura (In Cier)        |                                    |            |                                             | Încărcați imagine | Raportați eroare |
| 96441.01.02 (Cod LMI: IS-I-m-B-03566.05) | Situl arheologic de la Covasna - "Curmătura" / ansamblu anonim (Categorie: locuire) (Tip: Așezare)                                                                  | sat Covasna, comuna Costuleni    | Curmătura (In Cier)        | geto-dacică sec. IV - II a. Chr.   |            |                                             | Încărcați imagine | Raportați eroare |
| 96441.01.03 (Cod LMI: IS-I-m-B-03566.03) | Situl arheologic de la Covasna - "Curmătura" / ansamblu anonim (Categorie: locuire) (Tip: Așezare)                                                                  | sat Covasna, comuna Costuleni    | Curmătura (In Cier)        | sec. II - III                      |            |                                             | Încărcați imagine | Raportați eroare |
| 96441.01.04 (Cod LMI: IS-I-m-B-03566.02) | Situl arheologic de la Covasna - "Curmătura" / ansamblu anonim (Categorie: locuire) (Tip: Așezare)                                                                  | sat Covasna, comuna Costuleni    | Curmătura (In Cier)        | Dridu sec. VIII - X                |            |                                             | Încărcați imagine | Raportați eroare |
| 96441.01.05 (Cod LMI: IS-I-m-B-03566.01) | Situl arheologic de la Covasna - "Curmătura" / ansamblu anonim (Categorie: locuire) (Tip: Așezare)                                                                  | sat Covasna, comuna Costuleni    | Curmătura (In Cier)        | sec. XVII - XVIII                  |            |                                             | Încărcați imagine | Raportați eroare |
| 95177.01.01 (Cod LMI: IS-I-m-B-03567.02) | Situl arheologic de la Cristești - Cioate / ansamblu anonim (Categorie: locuire civilă) (Tip: Așezare)                                                              | sat Cristești, comuna Holboca    | Cioate                     | geto-dacică                        |            |                                             | Încărcați imagine | Raportați eroare |
| 95177.01.02 (Cod LMI: IS-I-m-B-03567.01) | Situl arheologic de la Cristești - Cioate / ansamblu anonim (Categorie: locuire civilă) (Tip: Așezare)                                                              | sat Cristești, comuna Holboca    | Cioate                     | sec. XIV - XV                      |            |                                             | Încărcați imagine | Raportați eroare |
| 99236.01.01 (Cod LMI: IS-I-s-B-03568)    | Așezarea fortificată de la Crivești - "La Cetate" / ansamblu anonim (Categorie: locuire civilă) (Tip: Așezare fortificată)                                          | sat Crivești, comuna Strunga     | La Cetate                  | geto-dacică                        |            | 47°18′12″N 26°46′26″E / 47.3033°N 26.7738°E | Încărcați imagine | Raportați eroare |
| 99236.02.01 (Cod LMI: IS-I-m-B-03569.08) | Situl arheologic de la Crivești - "La Hârtop" / ansamblu anonim (Categorie: locuire civilă) (Tip: Așezare)                                                          | sat Crivești, comuna Strunga     | La Hârtop (spre Budai)     |                                    |            |                                             | Încărcați imagine | Raportați eroare |
| 99236.02.02 (Cod LMI: IS-I-m-B-03569.07) | Situl arheologic de la Crivești - "La Hârtop" / ansamblu anonim (Categorie: locuire civilă) (Tip: Așezare)                                                          | sat Crivești, comuna Strunga     | La Hârtop (spre Budai)     | Cucuteni - A                       |            |                                             | Încărcați imagine | Raportați eroare |
| 99236.02.03 (Cod LMI: IS-I-m-B-03569.09) | Situl arheologic de la Crivești - "La Hârtop" / ansamblu anonim (Categorie: locuire civilă) (Tip: Așezare)                                                          | sat Crivești, comuna Strunga     | La Hârtop (spre Budai)     | Cucuteni - A-B                     |            |                                             | Încărcați imagine | Raportați eroare |
| 99236.02.04 (Cod LMI: IS-I-m-B-03569.10) | Situl arheologic de la Crivești - "La Hârtop" / ansamblu anonim (Categorie: locuire civilă) (Tip: Așezare)                                                          | sat Crivești, comuna Strunga     | La Hârtop (spre Budai)     | Cucuteni - B                       |            |                                             | Încărcați imagine | Raportați eroare |
| 99236.02.05 (Cod LMI: IS-I-m-B-03569.06) | Situl arheologic de la Crivești - "La Hârtop" / ansamblu anonim (Categorie: locuire civilă) (Tip: Așezare)                                                          | sat Crivești, comuna Strunga     | La Hârtop (spre Budai)     | Horodiștea - Erbiceni              |            |                                             | Încărcați imagine | Raportați eroare |
| 99236.02.06 (Cod LMI: IS-I-m-B-03569.05) | Situl arheologic de la Crivești - "La Hârtop" / ansamblu anonim (Categorie: locuire civilă) (Tip: Așezare)                                                          | sat Crivești, comuna Strunga     | La Hârtop (spre Budai)     | Noua                               |            |                                             | Încărcați imagine | Raportați eroare |
| 99236.02.07 (Cod LMI: IS-I-m-B-03569.04) | Situl arheologic de la Crivești - "La Hârtop" / ansamblu anonim (Categorie: locuire civilă) (Tip: Așezare)                                                          | sat Crivești, comuna Strunga     | La Hârtop (spre Budai)     | sec. II - III                      |            |                                             | Încărcați imagine | Raportați eroare |
| 99236.02.08 (Cod LMI: IS-I-m-B-03569.03) | Situl arheologic de la Crivești - "La Hârtop" / ansamblu anonim (Categorie: locuire civilă) (Tip: Așezare)                                                          | sat Crivești, comuna Strunga     | La Hârtop (spre Budai)     | sec. IV                            |            |                                             | Încărcați imagine | Raportați eroare |
| 99236.02.09 (Cod LMI: IS-I-m-B-03569.02) | Situl arheologic de la Crivești - "La Hârtop" / ansamblu anonim (Categorie: locuire civilă) (Tip: Așezare)                                                          | sat Crivești, comuna Strunga     | La Hârtop (spre Budai)     | sec. VI - VII                      |            |                                             | Încărcați imagine | Raportați eroare |
| 99236.02.10 (Cod LMI: IS-I-m-B-03569.01) | Situl arheologic de la Crivești - "La Hârtop" / ansamblu anonim (Categorie: locuire civilă) (Tip: Așezare)                                                          | sat Crivești, comuna Strunga     | La Hârtop (spre Budai)     | Dridu sec. X                       |            |                                             | Încărcați imagine | Raportați eroare |
| 99236.03.01 (Cod LMI: IS-I-m-B-03570.06) | Situl arheologic de la Crivești - " Râpa de la Șipot" / ansamblu anonim (Categorie: locuire civilă) (Tip: Așezare)                                                  | sat Crivești, comuna Strunga     | Râpa de la Șipot           | Starčevo - Criș                    |            |                                             | Încărcați imagine | Raportați eroare |
| 99236.03.02 (Cod LMI: IS-I-s-B-03570)    | Situl arheologic de la Crivești - " Râpa de la Șipot" / ansamblu anonim (Categorie: locuire civilă) (Tip: Așezare)                                                  | sat Crivești, comuna Strunga     | Râpa de la Șipot           | ceramicii liniare                  |            |                                             | Încărcați imagine | Raportați eroare |
| 99236.03.03 (Cod LMI: IS-I-m-B-03570.01) | Situl arheologic de la Crivești - " Râpa de la Șipot" / ansamblu anonim (Categorie: locuire civilă) (Tip: biserică)                                                 | sat Crivești, comuna Strunga     | Râpa de la Șipot           | sec. XVII                          |            |                                             | Încărcați imagine | Raportați eroare |
| 99236.03.04 (Cod LMI: IS-I-m-B-03570.04) | Situl arheologic de la Crivești - " Râpa de la Șipot" / ansamblu anonim (Categorie: locuire civilă) (Tip: Așezare)                                                  | sat Crivești, comuna Strunga     | Râpa de la Șipot           | geto-dacică                        |            |                                             | Încărcați imagine | Raportați eroare |
| 99236.03.05 (Cod LMI: IS-I-m-B-03570.03) | Situl arheologic de la Crivești - " Râpa de la Șipot" / ansamblu anonim (Categorie: locuire civilă) (Tip: Așezare)                                                  | sat Crivești, comuna Strunga     | Râpa de la Șipot           | sec. IV                            |            |                                             | Încărcați imagine | Raportați eroare |
| 99236.03.06 (Cod LMI: IS-I-m-B-03570.02) | Situl arheologic de la Crivești - " Râpa de la Șipot" / ansamblu anonim (Categorie: locuire civilă) (Tip: Cimitir)                                                  | sat Crivești, comuna Strunga     | Râpa de la Șipot           | sec. XVII                          |            |                                             | Încărcați imagine | Raportați eroare |
| 99236.04.01 (Cod LMI: IS-I-s-B-03571)    | Situl arheologic de la Crivești - "Fundu" / ansamblu anonim (Categorie: locuire civilă) (Tip: Așezare)                                                              | sat Crivești, comuna Strunga     | Fundu                      | geto-dacică sec. II - I a. Chr.    |            |                                             | Încărcați imagine | Raportați eroare |
| 99236.05.01 (Cod LMI: IS-I-m-B-03572.01) | Situl arheologic din epoca medievală de la Crivești - "Vatra satului" / ansamblu anonim (Categorie: locuire) (Tip: Biserică)                                        | sat Crivești, comuna Strunga     | Vatra satului              |                                    |            |                                             | Încărcați imagine | Raportați eroare |
| 99236.05.02 (Cod LMI: IS-I-m-B-03572.02) | Situl arheologic din epoca medievală de la Crivești - "Vatra satului" / ansamblu anonim (Categorie: locuire) (Tip: Necropolă)                                       | sat Crivești, comuna Strunga     | Vatra satului              |                                    |            |                                             | Încărcați imagine | Raportați eroare |
| 96673.01.01 (Cod LMI: IS-I-s-A-03573)    | Tumulii Latene de la Cucuteni - "Dealul Gosan" / ansamblu anonim (Categorie: descoperire funerară) (Tip: Movilă)                                                    | sat Cucuteni, comuna Cucuteni    | Dealul Gosan - Pietrărie   | sec. IV a. Chr.                    |            |                                             | Încărcați imagine | Raportați eroare |
| 98541.01.01 (Cod LMI: IS-I-m-B-03574.05) | Situl arheologic de la Cuza Vodă - "Valea Șipotelului" / ansamblu anonim (Categorie: locuire civilă) (Tip: Așezare)                                                 | sat Cuza Vodă, comuna Popricani  | Valea Șipotelului          | geto-dacică                        |            |                                             | Încărcați imagine | Raportați eroare |
| 98541.01.02 (Cod LMI: IS-I-m-B-03574.04) | Situl arheologic de la Cuza Vodă - "Valea Șipotelului" / ansamblu anonim (Categorie: locuire civilă) (Tip: Așezare)                                                 | sat Cuza Vodă, comuna Popricani  | Valea Șipotelului          | sec. VI - IX                       |            |                                             | Încărcați imagine | Raportați eroare |
| 98541.01.03 (Cod LMI: IS-I-m-B-03574.03) | Situl arheologic de la Cuza Vodă - "Valea Șipotelului" / ansamblu anonim (Categorie: locuire civilă) (Tip: Așezare)                                                 | sat Cuza Vodă, comuna Popricani  | Valea Șipotelului          | Dridu sec. X - XI                  |            |                                             | Încărcați imagine | Raportați eroare |
| 98541.01.04 (Cod LMI: IS-I-m-B-03574.02) | Situl arheologic de la Cuza Vodă - "Valea Șipotelului" / ansamblu anonim (Categorie: locuire civilă) (Tip: Așezare)                                                 | sat Cuza Vodă, comuna Popricani  | Valea Șipotelului          | sec. XIII - XIV                    |            |                                             | Încărcați imagine | Raportați eroare |
| 98541.01.05 (Cod LMI: IS-I-m-B-03574.01) | Situl arheologic de la Cuza Vodă - "Valea Șipotelului" / ansamblu anonim (Categorie: locuire civilă) (Tip: Așezare)                                                 | sat Cuza Vodă, comuna Popricani  | Valea Șipotelului          | sec. XVIII                         |            |                                             | Încărcați imagine | Raportați eroare |
| 99897.04.01 (Cod LMI: IS-I-m-B-03551)    | Valul din epoca migrațiilor de la Cârniceni / ansamblu Valul lui Traian (Categorie: fortificație) (Tip: Val)                                                        | sat Cârniceni, comuna Țigănăși   |                            |                                    |            |                                             | Încărcați imagine | Raportați eroare |
| 96487.04.01                              | Curtea boierească de la Cotnari / ansamblu Ansamblu de curte boierească (Categorie: locuire civilă) (Tip: Curte boierească)                                         | sat Cotnari, comuna Cotnari      |                            |                                    |            |                                             | Încărcați imagine | Raportați eroare |
| 96156.01 (Cod LMI: IS-II-m-B-04120)      | Podul de piatră de la Ceplenița / ansamblu anonim (Categorie: construcție)                                                                                          | sat Ceplenița, comuna Ceplenița  |                            |                                    |            |                                             | Încărcați imagine | Raportați eroare |
| 96511.01 (Cod LMI: IS-II-m-B-04117)      | Podul de piatră de la Cârjoaia / ansamblu anonim (Categorie: construcție)                                                                                           | sat Cârjoaia, comuna Cotnari     |                            |                                    |            |                                             | Încărcați imagine | Raportați eroare |
| 95541.03.01 (Cod LMI: IS-II-m-B-04133)   | Biserica de lemn "Sfinții Voievozi" de la Costești / ansamblu Biserica de lemn "Sfinții Voievozi" (Categorie: structură de cult/religioasă) (Tip: Biserică de lemn) | sat Costești, comuna Costești    |                            | 1777                               |            |                                             | Încărcați imagine | Raportați eroare |
| 99986.02.01 (Cod LMI: IS-I-m-B-03559.01) | Situl arheologic de la Conțești - "Țintirim" / ansamblu anonim (Categorie: locuire) (Tip: Așezare)                                                                  | sat Conțești, comuna Valea Seacă | Țintirim                   | sec. XVI-XVII                      |            |                                             | Încărcați imagine | Raportați eroare |
| 99986.02.02 (Cod LMI: IS-I-m-B-03559.02) | Situl arheologic de la Conțești - "Țintirim" / ansamblu anonim (Categorie: locuire) (Tip: Așezare)                                                                  | sat Conțești, comuna Valea Seacă | Țintirim                   | sec. XIV-XV                        |            |                                             | Încărcați imagine | Raportați eroare |
| 99986.02.03 (Cod LMI: IS-I-m-B-03559.03) | Situl arheologic de la Conțești - "Țintirim" / ansamblu anonim (Categorie: locuire) (Tip: Așezare)                                                                  | sat Conțești, comuna Valea Seacă | Țintirim                   | sec. V-VI                          |            |                                             | Încărcați imagine | Raportați eroare |
| 99986.02.04 (Cod LMI: IS-I-m-B-03559.04) | Situl arheologic de la Conțești - "Țintirim" / ansamblu anonim (Categorie: locuire) (Tip: Așezare)                                                                  | sat Conțești, comuna Valea Seacă | Țintirim                   | sec. IV                            |            |                                             | Încărcați imagine | Raportați eroare |
| 96487.05.01 (Cod LMI: IS-I-s-A-03562)    | Ruinele bisericii catolice Sf. Maria din Cotnari / ansamblu Biserica Sf Maria din Cotnari (Categorie: construcție de cult) (Tip: biserică)                          | sat Cotnari, comuna Cotnari      |                            | sec. XV                            |            |                                             | Încărcați imagine | Raportați eroare |
| 96441.02.01 (Cod LMI: IS-I-m-B-03565.01) | Situl arheologic de la Covasna - "La Popi" / ansamblu anonim (Categorie: locuire) (Tip: Așezare)                                                                    | sat Covasna, comuna Costuleni    | La Popi                    | sec. VIII-X                        |            |                                             | Încărcați imagine | Raportați eroare |
| 96441.02.02 (Cod LMI: IS-I-m-B-03565.02) | Situl arheologic de la Covasna - "La Popi" / ansamblu anonim (Categorie: locuire) (Tip: Așezare)                                                                    | sat Covasna, comuna Costuleni    | La Popi                    | sec. IV                            |            |                                             | Încărcați imagine | Raportați eroare |
| 96441.02.03 (Cod LMI: IS-I-m-B-03565.03) | Situl arheologic de la Covasna - "La Popi" / ansamblu anonim (Categorie: locuire) (Tip: Așezare)                                                                    | sat Covasna, comuna Costuleni    | La Popi                    |                                    |            |                                             | Încărcați imagine | Raportați eroare |
| 96441.02.04 (Cod LMI: IS-I-m-B-03565.04) | Situl arheologic de la Covasna - "La Popi" / ansamblu anonim (Categorie: locuire) (Tip: Așezare)                                                                    | sat Covasna, comuna Costuleni    | La Popi                    | Cucuteni - AB sau B                |            |                                             | Încărcați imagine | Raportați eroare |
| 98532.02.01                              | Situl arheologic de la Cotu Morii -Toloacă/Lutărie / ansamblu anonim (Categorie: locuire civilă) (Tip: Așezare)                                                     | sat Cotu Morii, comuna Popricani | Toloacă, Lutărie           | Noua - I sec.XII-XI a.Chr.         |            |                                             | Încărcați imagine | Raportați eroare |
| 98532.02.02                              | Situl arheologic de la Cotu Morii -Toloacă/Lutărie / ansamblu anonim (Categorie: locuire civilă) (Tip: Așezare)                                                     | sat Cotu Morii, comuna Popricani | Toloacă, Lutărie           | sec.VI-V a.Chr                     |            |                                             | Încărcați imagine | Raportați eroare |
| 98532.02.03                              | Situl arheologic de la Cotu Morii -Toloacă/Lutărie / ansamblu anonim (Categorie: locuire civilă) (Tip: Necropolă)                                                   | sat Cotu Morii, comuna Popricani | Toloacă, Lutărie           | Corlăteni - Chișinău sec. X a.Chr. |            |                                             | Încărcați imagine | Raportați eroare |